# Volley-ball aux Jeux olympiques d'été de 1980
Navigation
Montréal 1976 Los Angeles 1984
Cette page présente les résultats des compétitions masculine et féminine de volley-ball des Jeux olympiques de Moscou de 1980.

## Podiums
| Épreuves             | Or | Argent | Bronze |
| -------------------- | --- | --- | --- |
| Volley-ball masculin | URSS Vladimir Tchernichiov Vladimir Dorokhov Aleksandr Ermilov Vladimir Kondra Valeriy Krivov Fedir Lashchonov Viljar Loor Oleg Moliboga Youri Panchenko Aleksandr Savin Pāvels Seļivanovs Viatcheslav Zaïtsev          | Bulgarie Yordan Angelov Dimitar Dimitrov Stefan Dimitrov Stoyan Gunchev Hristo Iliev Petko Petkov Kaspar Simeonov Hristo Stoyanov Mitko Todorov Tsano Tsanov Emil Valtchev Dimitar Zlatanov                  | Roumanie Marius Căta-Chiţiga Valter Chifu Laurenţiu Dumănoiu Günther Enescu Dan Gîrleanu Sorin Macavei Viorel Manole Florin Mina Corneliu Oros Nicolae Pop Constantin Sterea Nicu Stoian                            |
| Volley-ball féminin  | URSS Ielena Akhaminova Ielena Andreiouk Svetlana Badoulina Lioudmila Tchernichova Lioubov Kozireva Lidia Loginova Irina Makogonova Svetlana Nikishina Larisa Pavlova Nadezhda Radzevich Natalia Razoumova Olga Solovova | Allemagne de l'Est Katharina Bullin Barbara Czekalla Brigitte Fetzer Andrea Heim Ute Kostrzewa Heike Lehmann Christine Mummhardt Karin Püschel Karla Roffeis Martina Schmidt Annette Schultz Anke Westendorf | Bulgarie Verka Borisova Tsvetana Bozhurina Rositsa Dimitrova Tanya Dimitrova Maya Georgieva Margarita Gerasimova Tanya Gogova Valentina Ilieva Rumyana Kaisheva Anka Khristolova Silviya Petrunova Galina Stancheva |

## Compétition masculine

### Poule A

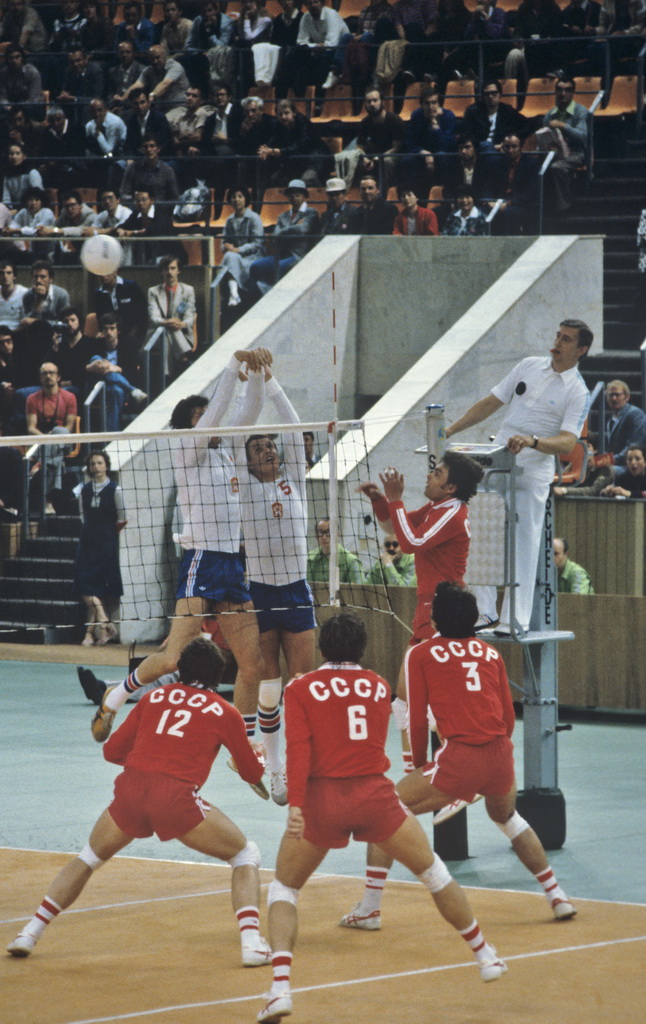
Match URSS-Tchécoslovaquie

- 20 juillet

|                  |     |                 |                        |  |
| Cuba             | 3-0 | Italie          | 15-7 15-8 15-6         |  |
| Union soviétique | 3-1 | Tchécoslovaquie | 15-13 15-10 13-15 15-7 |  |

- 22 juillet

|          |     |                 |                           |  |
| Italie   | 3-2 | Tchécoslovaquie | 8-15 15-5 10-15 15-8 15-7 |  |
| Bulgarie | 3-1 | Cuba            | 15-7 15-8 6-15 15-8       |  |

- 24 juillet

|                  |     |                 |                 |  |
| Bulgarie         | 3-0 | Tchécoslovaquie | 15-12 15-5 15-7 |  |
| Union soviétique | 3-0 | Italie          | 15-2 15-7 15-10 |  |

- 26 juillet

|                  |     |          |                              |  |
| Tchécoslovaquie  | 3-0 | Cuba     | 15-11 13-15 2-15 16-14 15-09 |  |
| Union soviétique | 3-0 | Bulgarie | 15-6 15-8 15-10              |  |

- 28 juillet

|                  |     |        |                     |  |
| Bulgarie         | 3-1 | Italie | 15-9 15-9 6-15 15-9 |  |
| Union soviétique | 3-0 | Cuba   | 15-10 15-13 15-11   |  |

| Place | Équipe           | MJ | V | D | SP | SC | Pts | DS  |
| ----- | ---------------- | -- | - | - | -- | -- | --- | --- |
| 1     | Union soviétique | 4  | 4 | 0 | 12 | 1  | 8   | +11 |
| 2     | Bulgarie         | 4  | 3 | 1 | 9  | 5  | 6   | +4  |
| 3     | Cuba             | 4  | 1 | 3 | 6  | 9  | 2   | -3  |
| 4     | Tchécoslovaquie  | 4  | 1 | 3 | 6  | 11 | 2   | -5  |
| 5     | Italie           | 4  | 1 | 3 | 4  | 11 | 2   | -7  |

### Poule B
- 20 juillet

|          |     |             |                       |  |
| Roumanie | 3-0 | Libye       | 15-3 15-1 15-1        |  |
| Pologne  | 3-1 | Yougoslavie | 15-11 11-15 15-3 15-7 |  |

- 22 juillet

|             |     |          |                             |  |
| Yougoslavie | 3-2 | Brésil   | 8-15 15-12 10-15 15-4 15-12 |  |
| Pologne     | 3-1 | Roumanie | 9-15 15-12 15-13 15-13      |  |

- 24 juillet

|          |     |        |                       |  |
| Pologne  | 3-0 | Libye  | 15-1 15-3 15-1        |  |
| Roumanie | 3-1 | Brésil | 13-15 15-4 15-12 15-3 |  |

- 26 juillet

|          |     |             |                       |  |
| Brésil   | 3-0 | Libye       | 15-1 15-2 15-6        |  |
| Roumanie | 3-1 | Yougoslavie | 15-9 14-16 15-8 15-12 |  |

- 28 juillet

|             |     |         |                              |  |
| Brésil      | 3-2 | Pologne | 13-15 18-20 17-15 15-11 15-5 |  |
| Yougoslavie | 3-0 | Libye   | 15-2 15-1 15-1               |  |

| Place | Équipe      | MJ | V | D | SP | SC | Pts | DS  |
| ----- | ----------- | -- | - | - | -- | -- | --- | --- |
| 1     | Pologne     | 4  | 3 | 1 | 11 | 5  | 6   | +6  |
| 2     | Roumanie    | 4  | 3 | 1 | 10 | 5  | 6   | +5  |
| 3     | Brésil      | 4  | 2 | 2 | 9  | 8  | 4   | +1  |
| 4     | Yougoslavie | 4  | 2 | 2 | 8  | 8  | 4   | +0  |
| 5     | Libye       | 4  | 0 | 4 | 0  | 12 | 0   | -12 |

### Demi-finales et demies de classement
- 30 juillet — demies de classement

|             |     |                 |                             |  |
| Brésil      | 3-0 | Tchécoslovaquie | 16-14 15-11 15-9            |  |
| Yougoslavie | 3-2 | Cuba            | 12-15 5-15 15-12 16-14 15-2 |  |

- 30 juillet — demi-finales

|                  |     |          |                  |  |
| Bulgarie         | 3-0 | Pologne  | 15-13 15-13 15-7 |  |
| Union soviétique | 3-0 | Roumanie | 15-6 15-10 15-5  |  |

### Finales
- 30 juillet — match de classement 9-10

|        |     |       |                |  |
| Italie | 3-0 | Libye | 15-2 15-1 15-4 |  |

- 31 juillet — match de classement 7-8

|      |     |                 |                       |  |
| Cuba | 3-1 | Tchécoslovaquie | 14-16 15-7 15-10 15-6 |  |

- 31 juillet — match de classement 5-6

|        |     |             |                            |  |
| Brésil | 3-2 | Yougoslavie | 14-16 15-9 8-15 15-10 15-8 |  |

- 31 juillet — match de classement 3-4

|          |     |         |                       |  |
| Roumanie | 3-1 | Pologne | 15-10 9-15 15-13 15-9 |  |

- 31 juillet — finale

|                  |     |          |                        |  |
| Union soviétique | 3-1 | Bulgarie | 15-7 15-13 14-16 15-11 |  |

### Classement final
| Place              | Équipe           |
| ------------------ | ---------------- |
| Médaille d'or      | Union soviétique |
| Médaille d'argent  | Bulgarie         |
| Médaille de bronze | Roumanie         |
| 4                  | Pologne          |
| 5                  | Brésil           |
| 6                  | Yougoslavie      |
| 7                  | Cuba             |
| 8                  | Tchécoslovaquie  |
| 9                  | Italie           |
| 10                 | Libye            |

## Compétition féminine

### Poule A
- 21 juillet

|                    |     |       |                        |  |
| Allemagne de l'Est | 3-1 | Cuba  | 15-11 15-13 10-15 15-4 |  |
| Union soviétique   | 3-1 | Pérou | 15-2 7-15 15-4 15-9    |  |

- 23 juillet

|                  |     |                    |                       |  |
| Cuba             | 3-0 | Pérou              | 15-6 15-5 15-6        |  |
| Union soviétique | 3-1 | Allemagne de l'Est | 15-5 10-15 16-14 15-6 |  |

- 25 juillet

|                    |     |       |                              |  |
| Allemagne de l'Est | 3-2 | Pérou | 15-10 15-17 11-15 15-10 15-9 |  |
| Union soviétique   | 3-0 | Cuba  | 15-6 15-13 15-10             |  |

| Place | Équipe             | MJ | V | D | SP | SC | Pts | DS |
| ----- | ------------------ | -- | - | - | -- | -- | --- | -- |
| 1     | Union soviétique   | 3  | 3 | 0 | 9  | 2  | 6   | +7 |
| 2     | Allemagne de l'Est | 3  | 2 | 1 | 7  | 6  | 4   | +1 |
| 3     | Cuba               | 3  | 1 | 2 | 4  | 6  | 2   | -2 |
| 4     | Pérou              | 3  | 0 | 3 | 3  | 9  | 0   | -6 |

### Poule B
- 21 juillet

|          |     |          |                             |  |
| Bulgarie | 3-1 | Roumanie | 15-9 7-15 15-5 15-4         |  |
| Hongrie  | 3-2 | Brésil   | 17-15 9-15 15-12 6-15 15-12 |  |

- 23 juillet

|          |     |         |                            |  |
| Roumanie | 3-2 | Hongrie | 5-15 15-03 15-5 10-15 15-9 |  |
| Bulgarie | 3-0 | Brésil  | 15-7 15-9 15-12            |  |

- 25 juillet

|          |     |          |                            |  |
| Roumanie | 3-2 | Brésil   | 10-15 9-15 15-6 15-13 15-6 |  |
| Hongrie  | 3-1 | Bulgarie | 8-15 15-9 15-7 15-10       |  |

| Place | Équipe   | MJ | V | D | SP | SC | Pts | DS |
| ----- | -------- | -- | - | - | -- | -- | --- | -- |
| 1     | Bulgarie | 3  | 2 | 1 | 7  | 4  | 4   | +3 |
| 2     | Hongrie  | 3  | 2 | 1 | 8  | 6  | 4   | +2 |
| 3     | Roumanie | 3  | 2 | 1 | 7  | 7  | 4   | +0 |
| 4     | Brésil   | 3  | 0 | 3 | 4  | 9  | 0   | -5 |

### Demi-finales et demies de classement
- 27 juillet — demi-finales

|                    |     |          |                            |  |
| Allemagne de l'Est | 3-2 | Bulgarie | 15-10 12-15 15-9 7-15 15-6 |  |
| Union soviétique   | 3-0 | Hongrie  | 15-11 15-13 15-2           |  |

- 27 juillet — demies de classement

|       |     |          |                  |  |
| Pérou | 3-0 | Roumanie | 15-12 15-9 15-11 |  |
| Cuba  | 3-0 | Brésil   | 15-2 15-5 15-6   |  |

### Finales
- 29 juillet — match de classement 7-8

|        |     |          |                  |  |
| Brésil | 3-0 | Roumanie | 15-8 15-12 15-12 |  |

- 29 juillet — match de classement 5-6

|      |     |       |                      |  |
| Cuba | 3-1 | Pérou | 15-9 15-7 12-15 15-5 |  |

- 29 juillet — match de classement 3-4

|          |     |         |                           |  |
| Bulgarie | 3-2 | Hongrie | 15-5 13-15 6-15 15-4 15-8 |  |

- 29 juillet — finale

|                  |     |                    |                        |  |
| Union soviétique | 3-1 | Allemagne de l'Est | 15-12 11-15 15-13 15-7 |  |

### Classement final
| Place              | Équipe             |
| ------------------ | ------------------ |
| Médaille d'or      | Union soviétique   |
| Médaille d'argent  | Allemagne de l'Est |
| Médaille de bronze | Bulgarie           |
| 4                  | Hongrie            |
| 5                  | Cuba               |
| 6                  | Pérou              |
| 7                  | Brésil             |
| 8                  | Roumanie           |